# Jamie Donley
Jamie Paul Donley (Antrim, Úlster, Irlanda del Norte, 3 de enero de 2005) es un futbolista británico. Puede jugar de mediapunta o delantero centro y su equipo actual es el Stoke City Football Club de la English Football League Championship, segunda categoría del fútbol inglés, cedido desde Tottenham Hotspur Football Club.

## Trayectoria
Debutó como profesional el 3 de diciembre de 2023, el entrenador Ange Postecoglou lo mandó a cancha ya en tiempo cumplido en la fecha 14 de la Premier League contra Manchester City y empataron 3-3 en el Etihad Stadium ante más de 53400 personas. Jugó su primer partido oficial con 18 años y el dorsal número 63 en su espalda.
En su primera temporada jugó 4 partidos con Tottenham. A mediados de 2024 fue cedido al Leyton Orient para que tenga rodaje con profesionales.
El 21 de diciembre de 2024 convirtió su primer gol oficial, además se destacó con 2 asistencias, en lo que fue el triunfo 0-4 frente a Barnsley. Totalizó 52 presencias en su préstamo, anotó 8 goles y colaboró con 11 asistencias.
Volvió a ser cedido de cara a la temporada 2025-26, el 6 de agosto de 2025 fue anunciado como incorporación del  Stoke City, de segunda división.

## Selección nacional
Ha sido internacional con la selección de fútbol de Inglaterra en las categorías juveniles sub-15, sub-16, sub-17, sub-18 y sub-19. También tuvo participación con las selecciones juveniles de Irlanda del Norte en las categorías sub-15, sub-16 y sub-19.
Fue convocado por primera vez a la selección absoluta de Irlanda del Norte para la primera fecha FIFA del 2025. El 21 de marzo tuvo su debut en un amistoso internacional, el entrenador Michael O'Neill lo colocó en el transcurso del segundo tiempo para jugar contra Suiza y empataron 1-1.
Volvió a ser convocado para las fechas FIFA de junio.

## Estadísticas
Actualizado al último partido citado el 25 de mayo de 2025.
| Club                               | Div.          | Temporada     | Liga  | Liga  | Liga   | Copas nacionales | Copas nacionales | Copas nacionales | Copas internacionales | Copas internacionales | Copas internacionales | Total | Total | Total  |
| Club                               | Div.          | Temporada     | Part. | Goles | Asist. | Part.            | Goles            | Asist.           | Part.                 | Goles                 | Asist.                | Part. | Goles | Asist. |
| ---------------------------------- | ------------- | ------------- | ----- | ----- | ------ | ---------------- | ---------------- | ---------------- | --------------------- | --------------------- | --------------------- | ----- | ----- | ------ |
| Tottenham Hotspur F. C. Inglaterra | 1.ª           | 2023-24       | 3     | 0     | 0      | 1                | 0                | 0                | -                     | -                     | -                     | 4     | 0     | 0      |
| Tottenham Hotspur F. C. Inglaterra | Total club    | Total club    | 3     | 0     | 0      | 1                | 0                | 0                | 0                     | 0                     | 0                     | 4     | 0     | 0      |
| Leyton Orient F. C. Inglaterra     | 3.ª           | 2024-25       | 42    | 8     | 10     | 10               | 0                | 1                | —                     | —                     | —                     | 52    | 8     | 11     |
| Leyton Orient F. C. Inglaterra     | Total club    | Total club    | 42    | 8     | 10     | 10               | 0                | 1                | 0                     | 0                     | 0                     | 52    | 8     | 11     |
| Stoke City F. C. Inglaterra        | 2.ª           | 2025-26       | 0     | 0     | 0      | -                | -                | -                | —                     | —                     | —                     | 0     | 0     | 0      |
| Stoke City F. C. Inglaterra        | Total club    | Total club    | 0     | 0     | 0      | 0                | 0                | 0                | 0                     | 0                     | 0                     | 0     | 0     | 0      |
| Total carrera                      | Total carrera | Total carrera | 45    | 8     | 10     | 11               | 0                | 1                | 0                     | 0                     | 0                     | 56    | 8     | 11     |
| 1.                                 |               |               |       |       |        |                  |                  |                  |                       |                       |                       |       |       |        |

### Selecciones
Actualizado al último partido citado el 10 de junio de 2025.
| Selección                  | Temporada         | Continental | Continental | Continental | Mundial | Mundial | Mundial | Amistosos | Amistosos | Amistosos | Total | Total | Total  |
| Selección                  | Temporada         | Part.       | Goles       | Asist.      | Part.   | Goles   | Asist.  | Part.     | Goles     | Asist.    | Part. | Goles | Asist. |
| -------------------------- | ----------------- | ----------- | ----------- | ----------- | ------- | ------- | ------- | --------- | --------- | --------- | ----- | ----- | ------ |
| Sub-15 Inglaterra          | 2019              | —           | —           | —           | —       | —       | —       | 1         | 0         | 0         | 1     | 0     | 0      |
| Sub-15 Inglaterra          | Total sel.        | 0           | 0           | 0           | 0       | 0       | 0       | 1         | 0         | 0         | 1     | 0     | 0      |
| Sub-16 Inglaterra          | 2021              | —           | —           | —           | —       | —       | —       | 1         | 0         | 0         | 1     | 0     | 0      |
| Sub-16 Inglaterra          | Total sel.        | 0           | 0           | 0           | 0       | 0       | 0       | 1         | 0         | 0         | 1     | 0     | 0      |
| Sub-17 Inglaterra          | 2021-22           | 5           | 2           | 0           | —       | —       | —       | -         | -         | -         | 5     | 2     | 0      |
| Sub-17 Inglaterra          | Total sel.        | 5           | 2           | 0           | 0       | 0       | 0       | 0         | 0         | 0         | 5     | 2     | 0      |
| Sub-18 Inglaterra          | 2019              | —           | —           | —           | —       | —       | —       | 2         | 0         | 1         | 2     | 0     | 1      |
| Sub-18 Inglaterra          | Total sel.        | 0           | 0           | 0           | 0       | 0       | 0       | 2         | 0         | 1         | 2     | 0     | 1      |
| Sub-19 Irlanda del Norte   | 2021-22           | -           | -           | -           | —       | —       | —       | 2         | 2         | 0         | 2     | 2     | 0      |
| Sub-19 Irlanda del Norte   | Total sel.        | 0           | 0           | 0           | 0       | 0       | 0       | 2         | 2         | 0         | 2     | 2     | 0      |
| Sub-19 Inglaterra          | 2023-24           | 2           | 0           | 0           | —       | —       | —       | 5         | 5         | 0         | 7     | 5     | 0      |
| Sub-19 Inglaterra          | Total sel.        | 2           | 0           | 0           | 0       | 0       | 0       | 5         | 5         | 0         | 7     | 5     | 0      |
| Absoluta Irlanda del Norte | 2025              | -           | -           | -           | —       | —       | —       | 3         | 0         | 0         | 3     | 0     | 0      |
| Absoluta Irlanda del Norte | Total sel.        | 0           | 0           | 0           | 0       | 0       | 0       | 3         | 0         | 0         | 3     | 0     | 0      |
| Total selecciones          | Total selecciones | 7           | 2           | 0           | 0       | 0       | 0       | 14        | 7         | 1         | 21    | 9     | 1      |
| 1.                         |                   |             |             |             |         |         |         |           |           |           |       |       |        |